# هيرب هال (لاعب كرة قاعدة)
هيرب هال (بالإنجليزية: Herb Hall)‏ هو لاعب كرة قاعدة أمريكي، ولد في 5 يونيو 1893 في ستيلفيل في الولايات المتحدة، وتوفي في 1 يوليو 1970 في فريسنو في الولايات المتحدة.

## وصلات خارجية
- هيرب هال على موقعبيزبول رفرنس.كوم (الدوري الرئيسي) (الإنجليزية)